# رسول ندایی
رسول ندایی (انگلیسی: Rassoul Ndiaye؛ زادهٔ ۱۱ دسامبر ۲۰۰۱) بازیکن فوتبال است.
از باشگاه‌هایی که در آن بازی کرده‌است می‌توان به باشگاه فوتبال سوشو اشاره کرد.